# ادوارد فرانک
ادوارد فرانک (انگلیسی: Édouard Frank؛ زادهٔ ۵ آوریل ۱۹۳۴) سیاست‌مدار اهل جمهوری آفریقای مرکزی است. وی از ۱۵ مارس ۱۹۹۱ تا ۴ دسامبر ۱۹۹۲ نخست‌وزیر این کشور بود.